# Palazzo Reale (Amsterdam)
Il Palazzo Reale, in olandese Koninklijk Paleis o Paleis op de Dam, è un edificio storico di Amsterdam, nei Paesi Bassi.
Sorge sulla centrale piazza Dam ed è noto anche come Municipio di Amsterdam; in quanto fu costruito per ospitare la sede del Comune, per poi essere trasformato in residenza reale.
Superbo esempio dell'Architettura barocca olandese, rappresenta anche il più importante monumento storico e culturale di tutto il Secolo d'oro olandese; oltre che il capolavoro di Jacob van Campen.
Venne dichiarato Rijksmonument nel 1970.

## Storia e descrizione

### Il Municipio

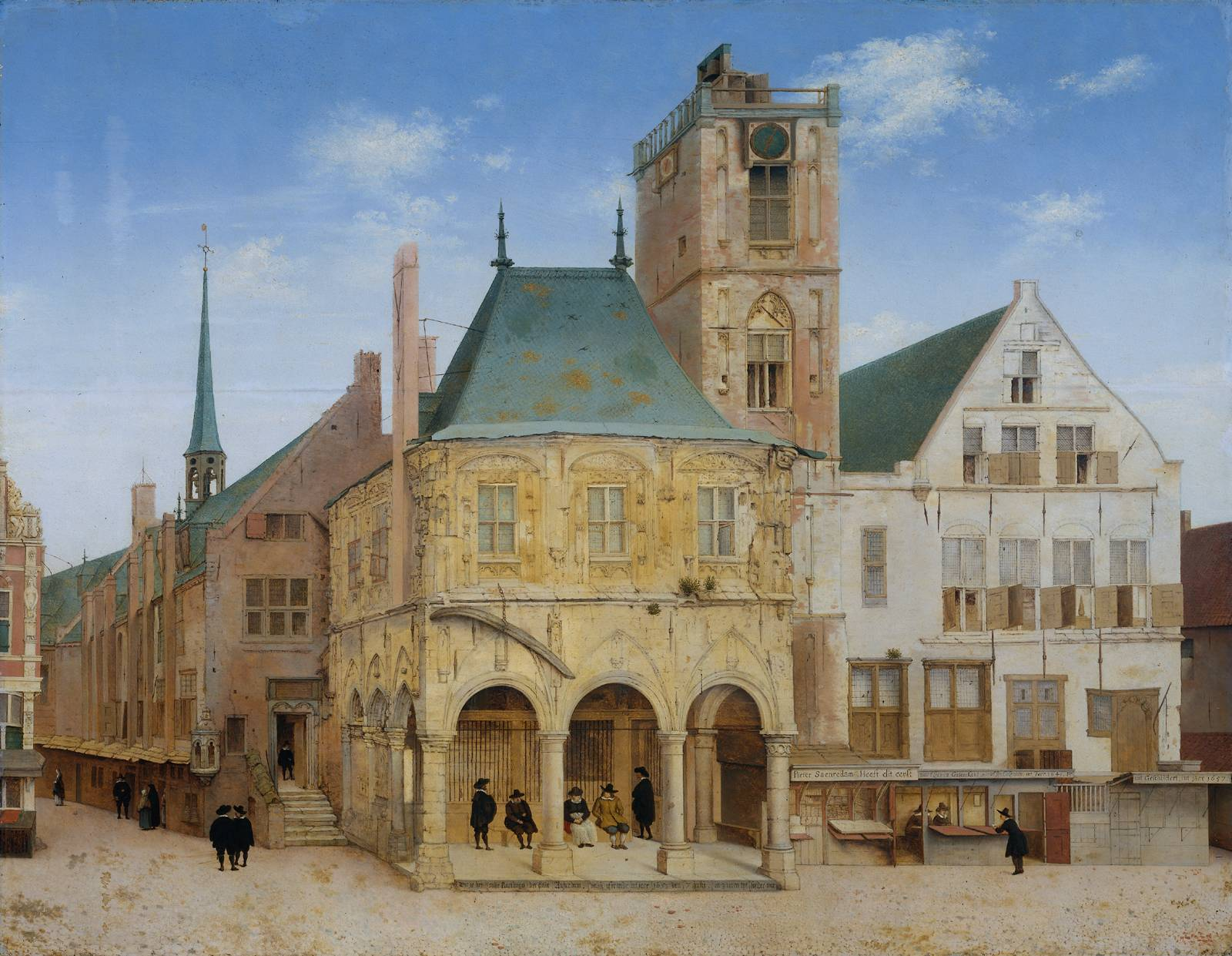
Il Municipio gotico da una tavola di Pieter Jansz Saenredam, 1657

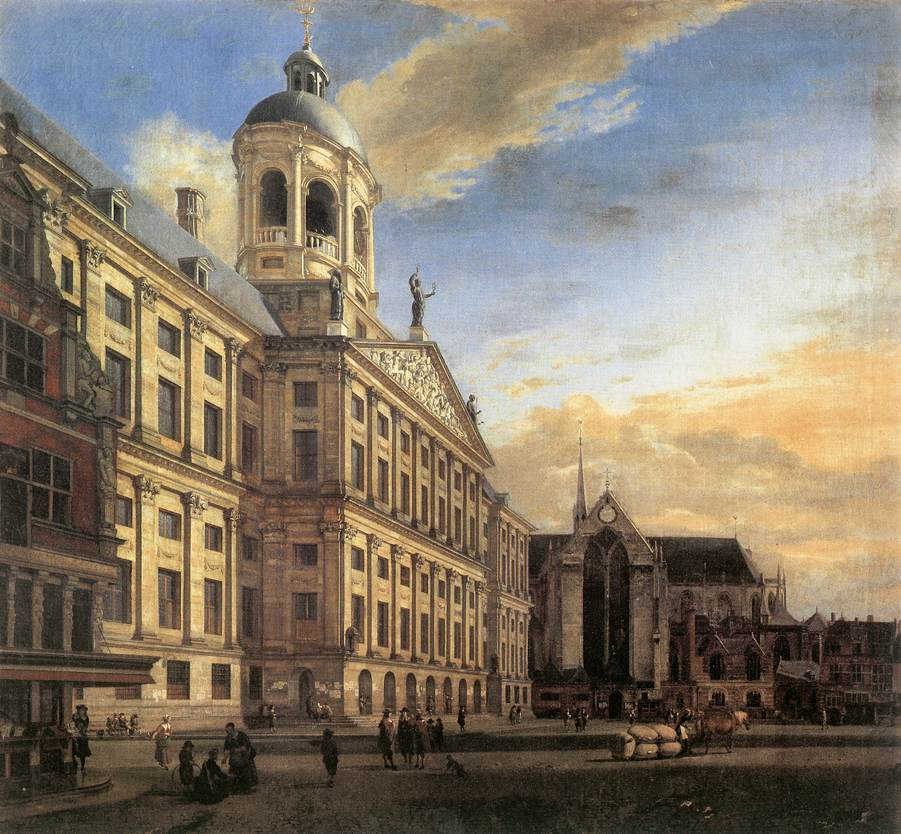
Il Municipio e il Dam nel 1667 da un quadro di Jan van der Heyden

Sul sito dove oggi si trova il palazzo, sorgeva il municipio gotico trecentesco della città.
Divenuto ormai vetusto e pericolante, già dal 1639 se ne decise la ricostruzione. Nel 1648, con la Pace di Vestfalia che metteva fine alla Guerra dei Trent'anni e riconosceva l'indipendenza della Repubblica delle Sette Province Unite dalla Spagna, iniziò un periodo di euforia e ricchezza, il Gouden eeuw, ovvero il Secolo d'oro olandese.
Il progetto venne commissionato al celebre architetto Jacob van Campen, che presentò un piano molto ambizioso, su una scala mai adottata prima in Europa per un palazzo civico. Era il più grande palazzo amministrativo dell'Europa di allora, definita l'Ottava meraviglia. L'edificio doveva, infatti, riflettere la ricchezza e il prestigio della città liberale di Amsterdam. I borgomastri di Amsterdam si immaginavano i consoli di una nuova Roma, e a questo intento Van Campen concepì un progetto ispirato al Classicismo di Palladio o Scamozzi; la costruzione costò 8,5 milioni di fiorini, una somma enorme a quei tempi.
L'edificio poggia su 13.659 pali di legno e venne costruito in una pietra arenaria dal color ocra molto chiaro proveniente da Bentheim, in Germania. Presenta una pianta quadrilatera improntata su due cortili interni. Le superfici sono ritmate da quattro ordini di finestre inquadrate da due ordini di lesene corinzie. Due facciate gemelle, la principale sulla piazza e l'altra posteriore, sono incentrate su un avancorpo aggettante con frontone triangolare a rilievi.

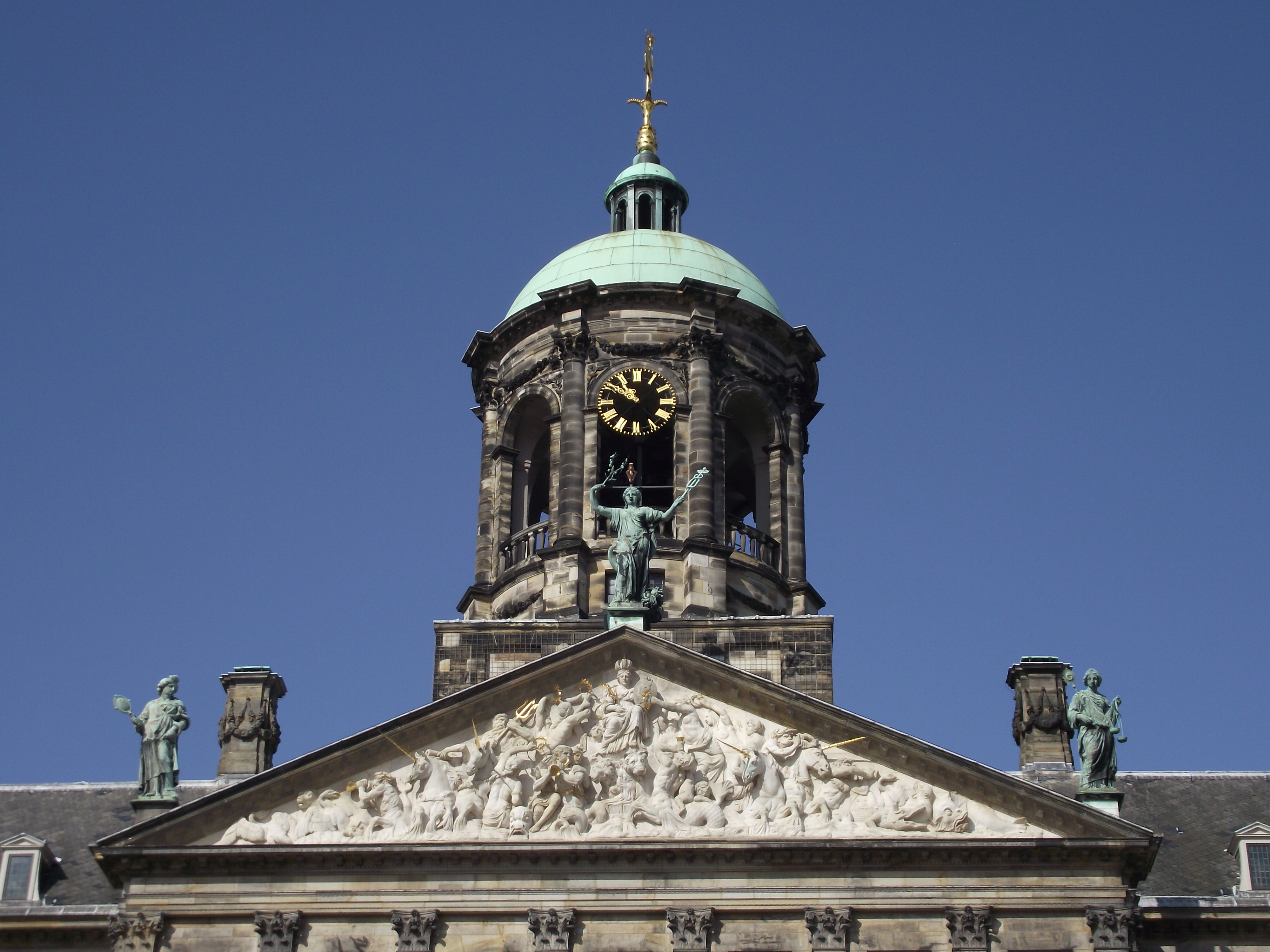
Sommità della facciata principale col timpano a statue e torre cupolata

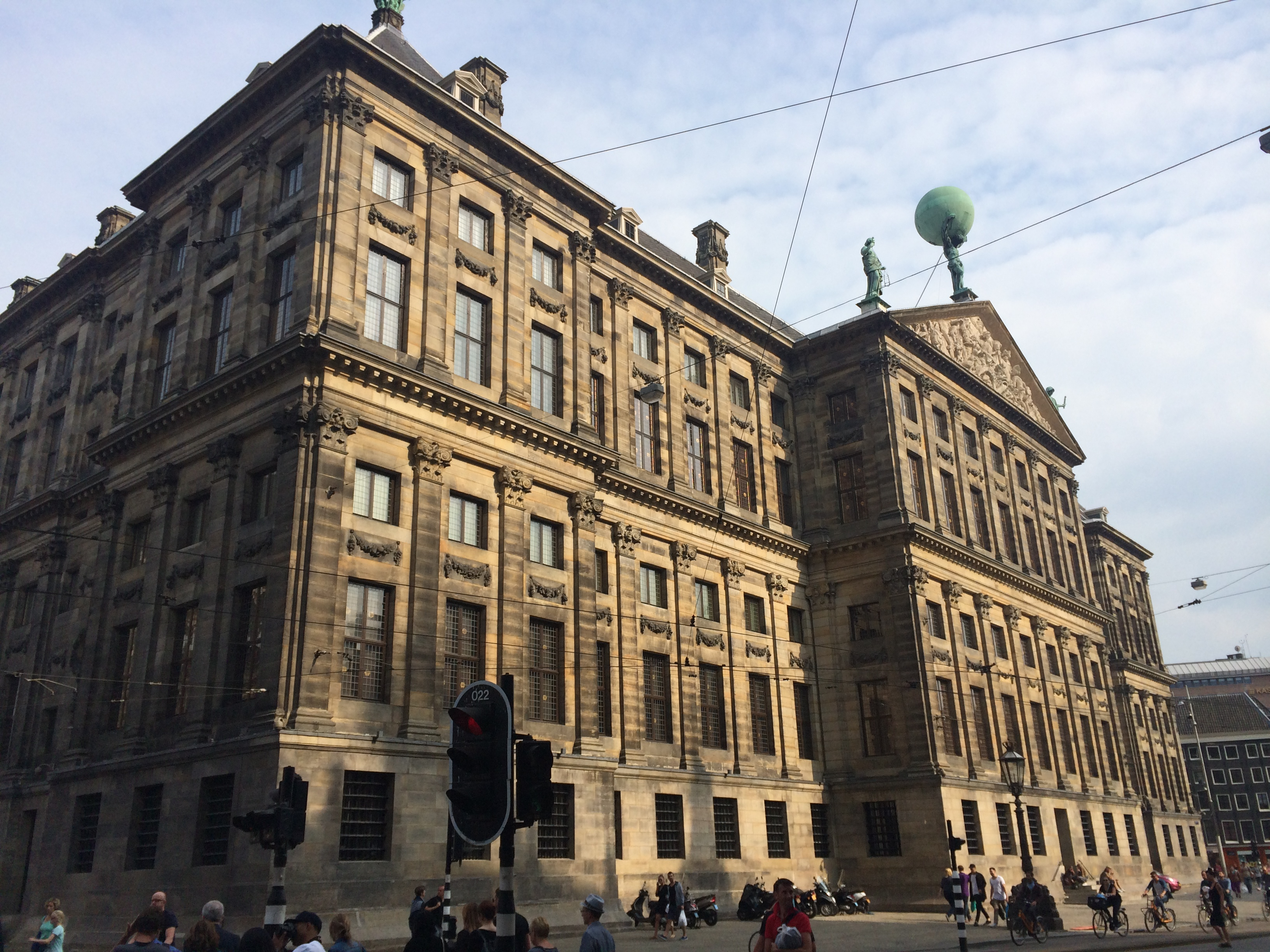
La facciata posteriore

Fra il 1650 e il 1664 Artus Quellinus il Vecchio si occupa di tutto l'apparato scultoreo-decorativo del palazzo. Sotto la sua direzione lavorarono suo cugino Artus Quellinus il Giovane, Rombout Verhulst, Bartholomeus Eggers e Gabriel de Grupello. Probabilmente vi collaborò anche et Grinling Gibbons.
La facciata principale, sul Dam, ha il timpano coronato dalle statue bronzee della Pace, al centro, riferita alla Pace di Vestfalia del 1648, e della Prudenza e della Giustizia, ai lati. Nel timpano il complesso rilievo marmoreo mostra la ricchezza generata dalla pace: La personificazione della città di Amsterdam fra divinità marine e allegorie, a testimoniare il dominio sui mari.
Il fronte principale, tuttavia, non ha mai avuto un portale d'accesso monumentale. Infatti l'entrata è costituita da sette modeste arcate a tutto sesto che accolgono altrettante porte, a simboleggiare l'apertura del municipio a tutti i cittadini. Il numero sette riecheggia le Province Unite, ora indipendenti, dell'Olanda, Zelanda, Utrecht, Gheldria, Overijssel, Frisia, e Groninga. Domina la facciata principale la torre ottagonale con cupola alta 52 metri, che serviva da torre d'avvistamento delle navi. È sormontata da un segnavento a forma di cocca, la nave simbolo di Amsterdam.
La facciata posteriore è coronata dalla statua di Atlante che sostiene il globo terrestre; è affiancato dalla Sobrietà e dalla Vigilanza. Nel timpano è di nuovo raffigurata la Vergine urbana ai cui piedi sono le statue del fiume Amstel e dell'IJ. Amsterdam allunga le braccia per ricevere i tesori dai quattro continenti allora conosciuti: Africa, Europa, Asia e America. Dietro ad Amsterdam - il centro del mondo - è una nave da carico, vecchio stemma della città.
Nel 1654 Van Campen entrò in conflitto col Consiglio comunale, e la costruzione del palazzo venne affidata a Daniël Stalpaert; l'opera scultorea venne realizzata dal celebre.
Il 29 luglio 1655, il nuovo municipio venne inaugurato con una grande festa, anche se l'edificio non era completamente terminato. Il poeta Joost van den Vondel compose un poema per l'occasione: Inwydinge du Stadthuis.
Nel 1664 i celebri mastri campanari François e Pieter Hemony aggiunsero alla torre del municipio un carillon di 9 campane. L'edificio poté definirsi finito nel 1665, anche se i lavori per la sontuosa decorazione interna durarono fino a tutto il XVIII secolo.

### Il Palazzo Reale

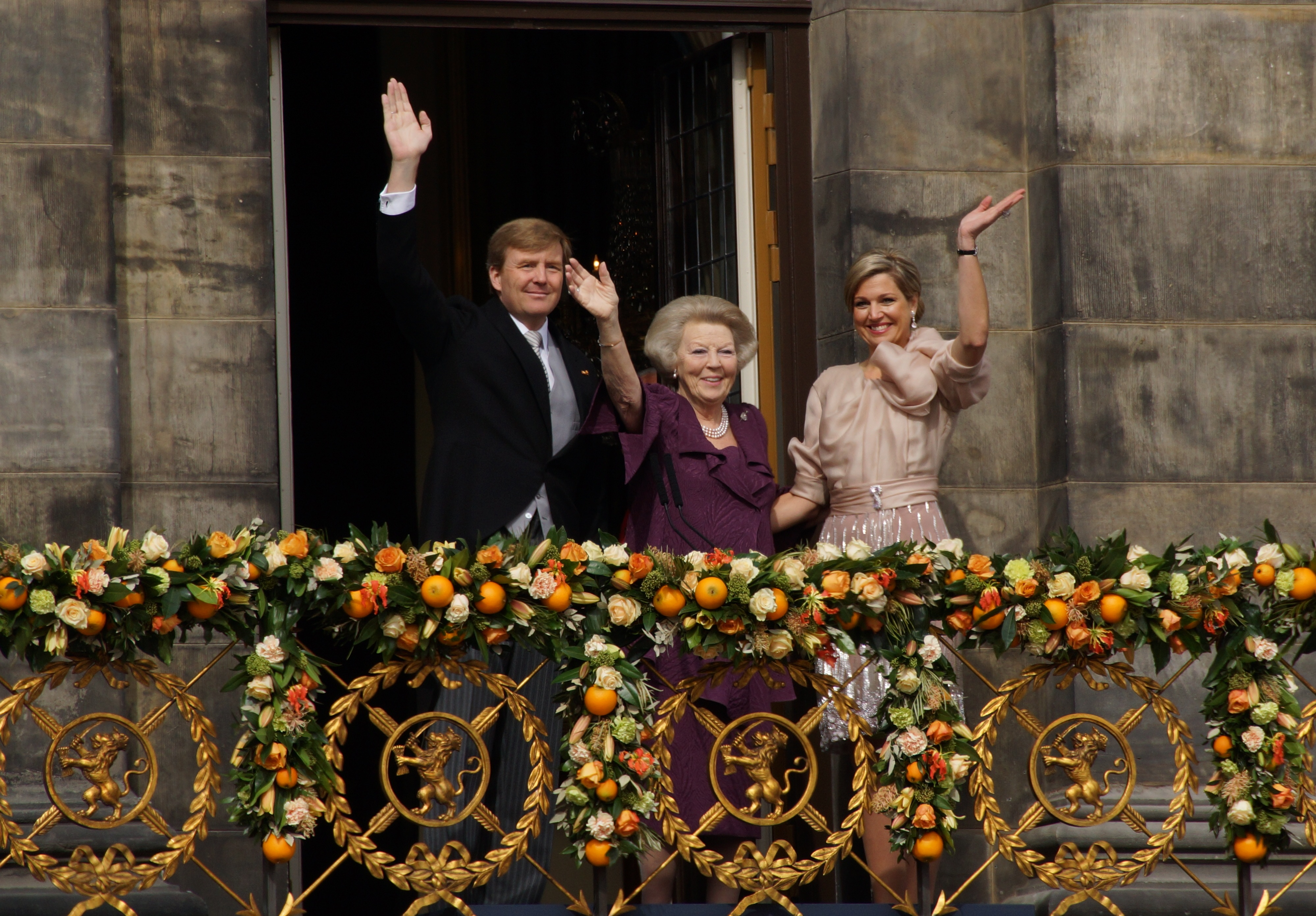
La famiglia reale con il re Guglielmo Alessandro d'Orange-Nassau, la regina madre Beatrice e la regina consorte Máxima

Con la Rivoluzione francese la Casa d'Orange-Nassau venne cacciata dal Paese e vi venne instaurata la Repubblica Batava. Nel 1808 Napoleone Bonaparte, trasformando la repubblica nel Regno d'Olanda la diede in mano al fratello minore Luigi.
Luigi, divenuto re d'Olanda, dopo aver soggiornato all'Aia e poi a Utrecht, decise di installarsi ad Amsterdam. Il Municipio venne allora trasformato in residenza reale. Grandi lavori di ristrutturazione furono intrapresi, le gallerie vennero divise in stanze, il balcone dorato venne aggiunto alla facciata e il mobilio interno rimpiazzato da uno nuovo in stile Impero. Tuttavia Luigi Bonaparte non amò molto soggiornare ad Amsterdam, e destinò in parte il palazzo a "Museo Reale" (ospitando il nucleo della collezione dell'attuale Rijksmuseum), tuttavia queste opere d'arte erano esposte in tre sole sale. Rimangono di quel periodo i ricchi mobili di Stile Impero che compongono una delle collezioni più complete del mondo di mobili di tale stile.
Dopo l'annessione dell'Olanda alla Francia nel 1810, l'edificio divenne palazzo imperiale, con lo stesso titolo del Castello di Fontainebleau, di quello di Laeken a Bruxelles o del Palazzo del Quirinale a Roma.
Servirà allora da residenza del governatore generale d'Olanda, Charles-François Lebrun.
Con la sconfitta di Napoleone nella Battaglia di Lipsia del 1813 terminò l'occupazione francese e il palazzo ritornò ad essere provvisoriamente municipio della città. Ma nel 1815, con la creazione del nuovo Regno Unito dei Paesi Bassi, il re Guglielmo I (già Guglielmo VI come principe d'Orange) decise di riportare il palazzo a residenza reale dopo che la stessa città ne aveva fatto dono in cambio del ruolo di capitale per Amsterdam.
Nel 1936 il palazzo sul Dam diviene ufficialmente proprietà del Regno dei Paesi Bassi, e i sovrani ne dispongono unicamente per i ricevimenti ufficiali in città.

## Interno

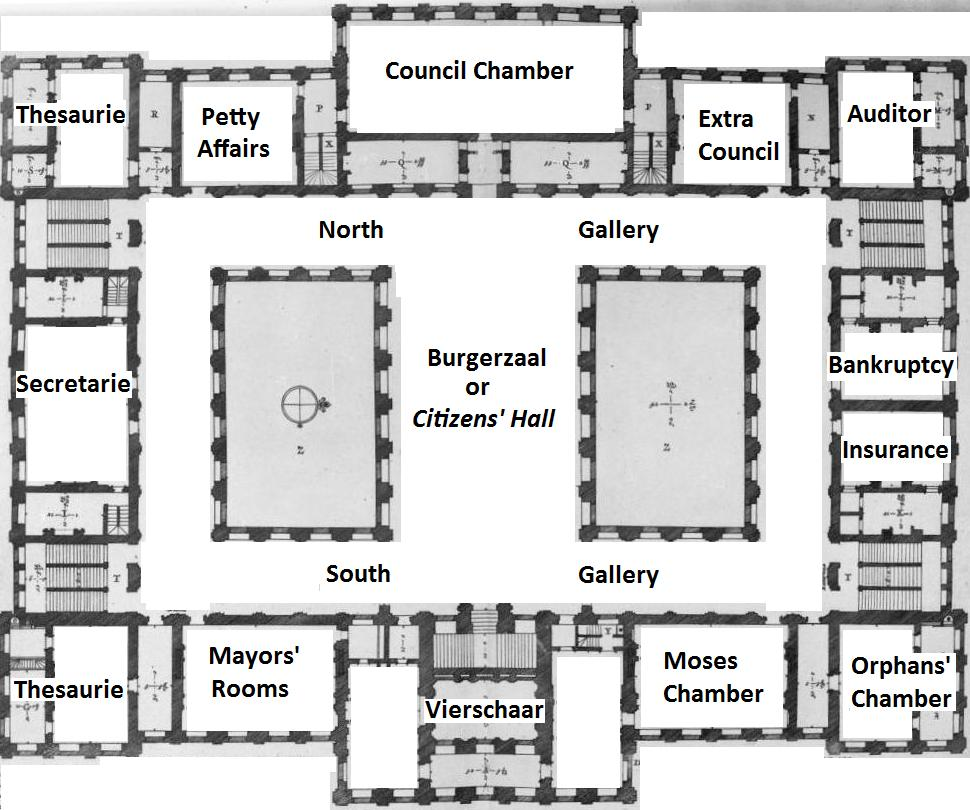
Pianta del palazzo

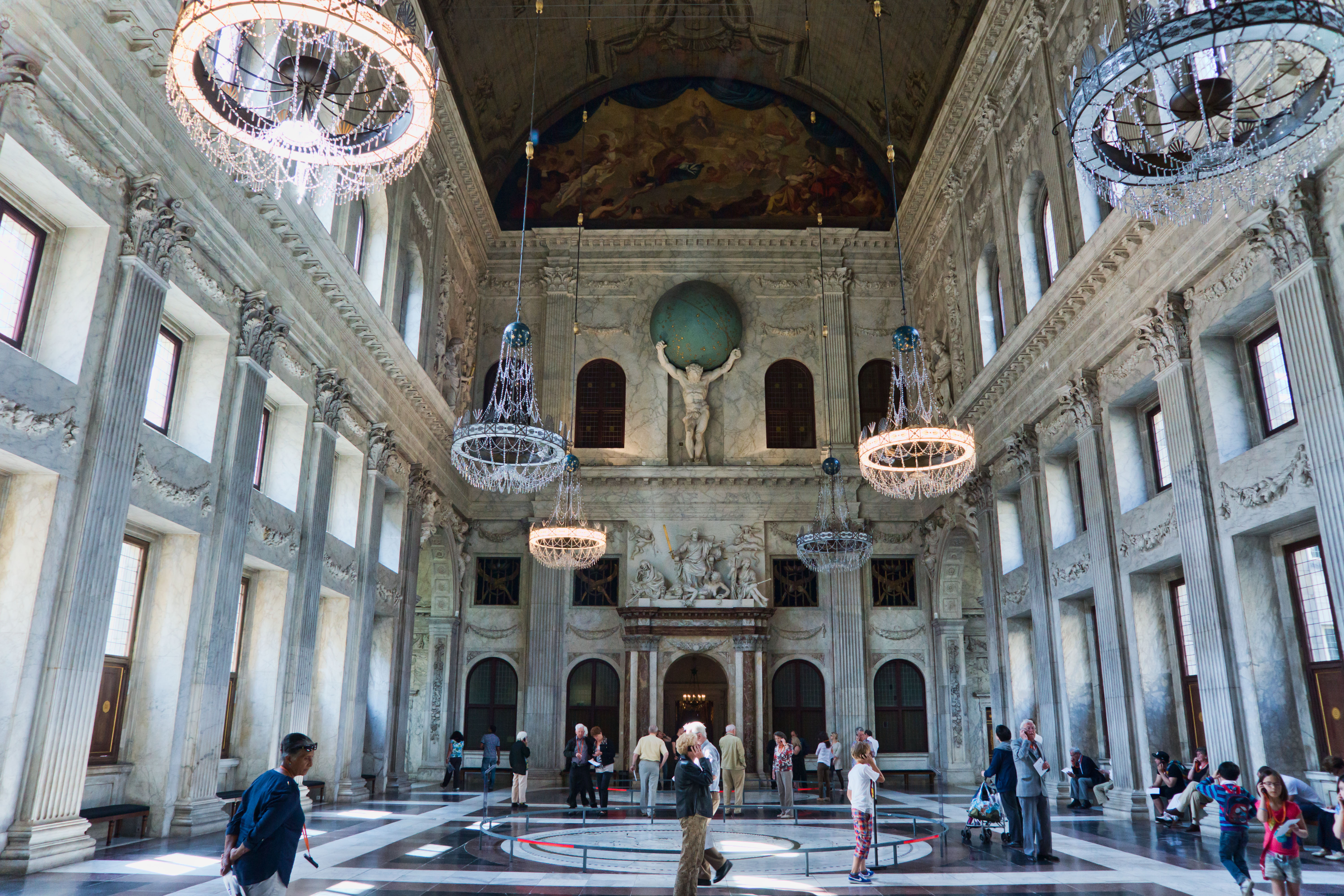
La Burgerzaal

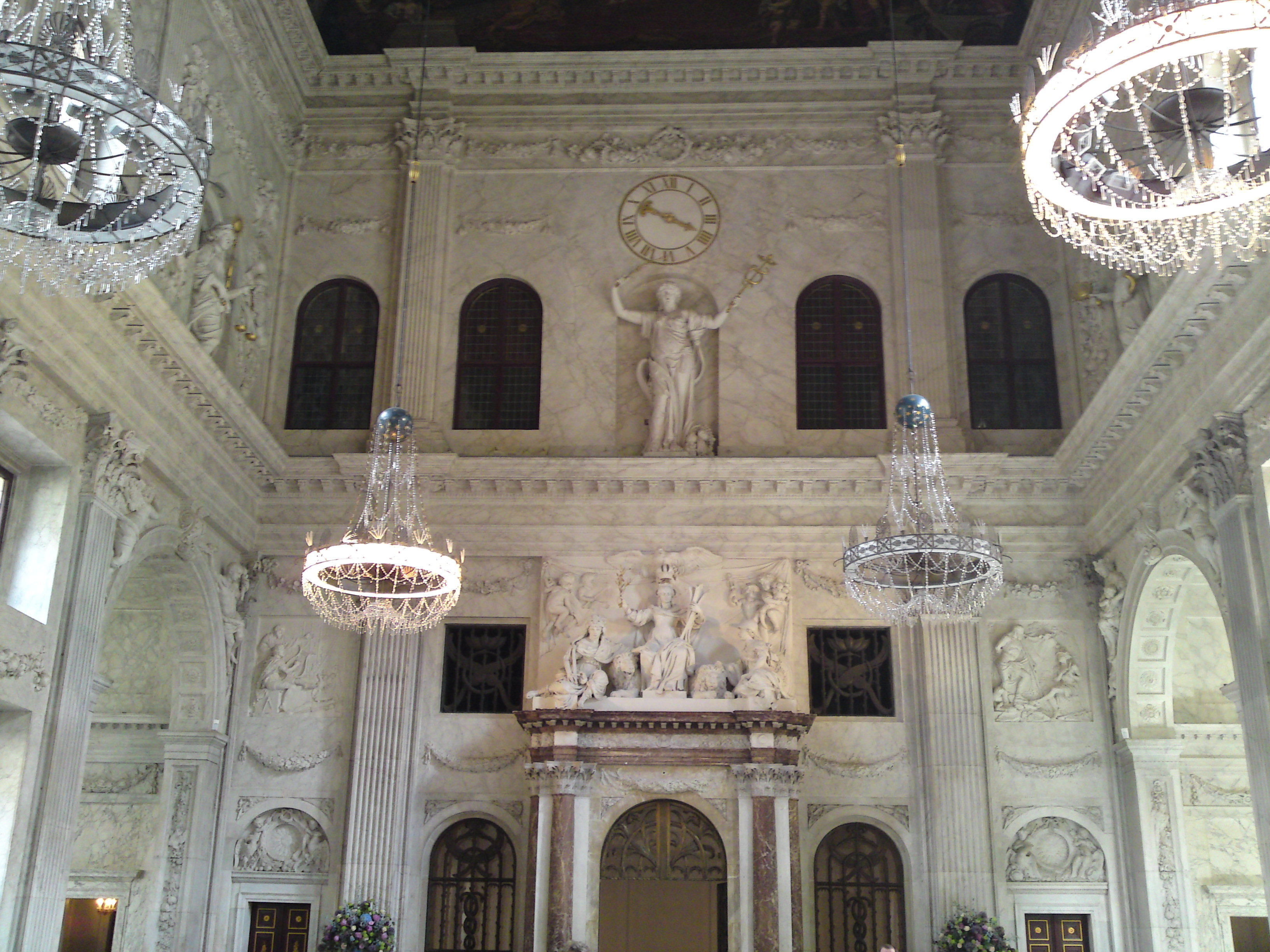
Burgerzaal: la parete d'ingresso

Il palazzo è impiantato su un piano rettangolare attorno a due cortili separati da un'ala trasversale interamente occupata dalla Burgerzaal, la "Sala Civica".
Si accede all'interno da uno scalone che conduce alla Burgerzaal; essa è allineata con la Schepenzaal, "Sala degli Scabini" impiantata nell'avancorpo della facciata posteriore, sul lato ovest, e alla Vierschaar, "Tribunale" sull'avancorpo della facciata principale, lato est.
Agli angoli della sala civica si diramano quattro gallerie che corrono intorno ai due cortili e danno accesso alle altre sale municipali. Le Gallerie presentano una ricca decorazione scultorea e alle sue estremità presenta gli altorilievi dei pianeti secondari legati agli dei: Diana (Luna), Mercurio, Giove, Apollo, Marte, Venere, Saturno e Cibele (Terra).

### Burgerzaal
La Sala Civica è la più grande del palazzo, sorge, trasversale, al centro dell'edificio. Misura 60 metri di larghezza, 120 di lunghezza e 25 di altezza. È improntata su due livelli e rivestita interamente in marmo bianco. Simboleggia una miniatura dell'universo. I pavimenti sono di marmo con intarsi delle mappe dell'emisfero orientale e occidentale e una carta delle stelle del cielo del Nord. Il cielo del Sud sarebbe dovuto comparire sul soffitto, ma non fu mai realizzato. Il presente dipinto risale agli inizi del XVIII secolo e rappresa la Gloria di Amsterdam. La sala simboleggia la potenza di Amsterdam: i cittadini di Amsterdam possono qui percorrere il mondo, come i loro commercianti e marinai lo fecero nella realtà.
Sopra il portale d'ingresso della sala dal lato della piazza è la statua della Città di Amsterdam che guarda verso il basso, il mondo ai suoi piedi. Alla sua sinistra è la Forza, con una pelle di leone sulla testa; e alla destra la Sapienza con le insegne di Minerva, dea della saggezza. Ai lati due bassorilievi in marmo con rappresentazioni del Buon governo. Domina sul secondo livello la figura della Pace.
Sull'altro portale della sala civica è l'ingresso alla Schepenzaal, la Sala degli Scabini, con la statua della Giustizia con la spada e la bilancia; fra le statue del Tempo, con la clessidra, e della Guerra, con le armi. La Giustizia calpesta le figure dell'Avarizia, con le sembianze di Re Mida con le orecchie d'asino, e dell'Invidia raffigurata da Medusa con i serpenti in testa. Domina dal secondo livello la figura di Atlante che sorregge il globo terrestre, capolavoro di Artus Quellinus il Vecchio.
Ai quattro angoli, sopra gli archi d'accesso alle gallerie, sono raffigurati i quattro elementi: Terra, Acqua, Aria e Fuoco, che nel XVII secolo si pensava che avessero creato l'universo. Dominano al di sopra le statue della Prudenza (sud-est), Giustizia (nord-est), Vigilanza (sud-ovest) e Sobrietà (nord-ovest).
I lampadari in cristallo vennero aggiunti al tempo del re Luigi Bonaparte. Originariamente vi erano appese 12 lampade ad olio su ogni lampadario; nel 1937 vennero elettrificati.

### Schepenzaal

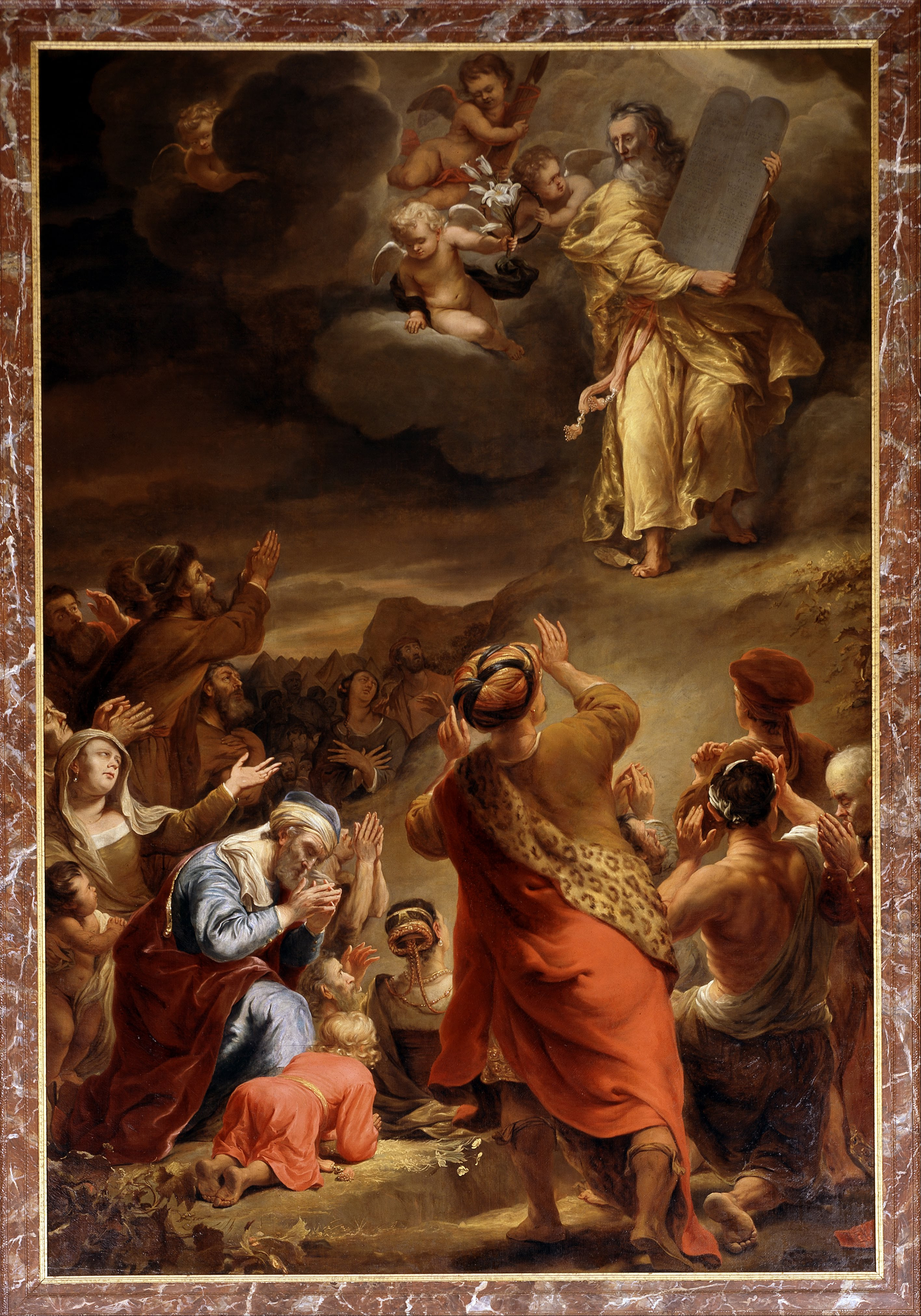
Mosè discende dal Sinai con i Dieci Comandamenti, Ferdinand Bol, 1662

La Sala degli Scabini sorge oltre la Sala civica, sull'avancorpo della facciata posteriore. Detta anche del Consiglio, vi si riunivano lo Scoltetto, Procuratore e capo della polizia, con nove Scabini della città di Amsterdam.
Su entrambi i lati della sala è un camino, e quello della parete sud è sormontato da un dipinto raffigurante Mosè discende dal Sinai con i Dieci Comandamenti, opera del 1662 di Ferdinand Bol. Il fregio in marmo sotto il dipinto, raffigurante l'Adorazione del Vitello d'oro, è opera di Quellinus, del 1656.
Sul lato nord si trova un dipinto di Jurriaen Ovens con la Giustizia fra la Pace e la Prudenza.

### Vierschaar

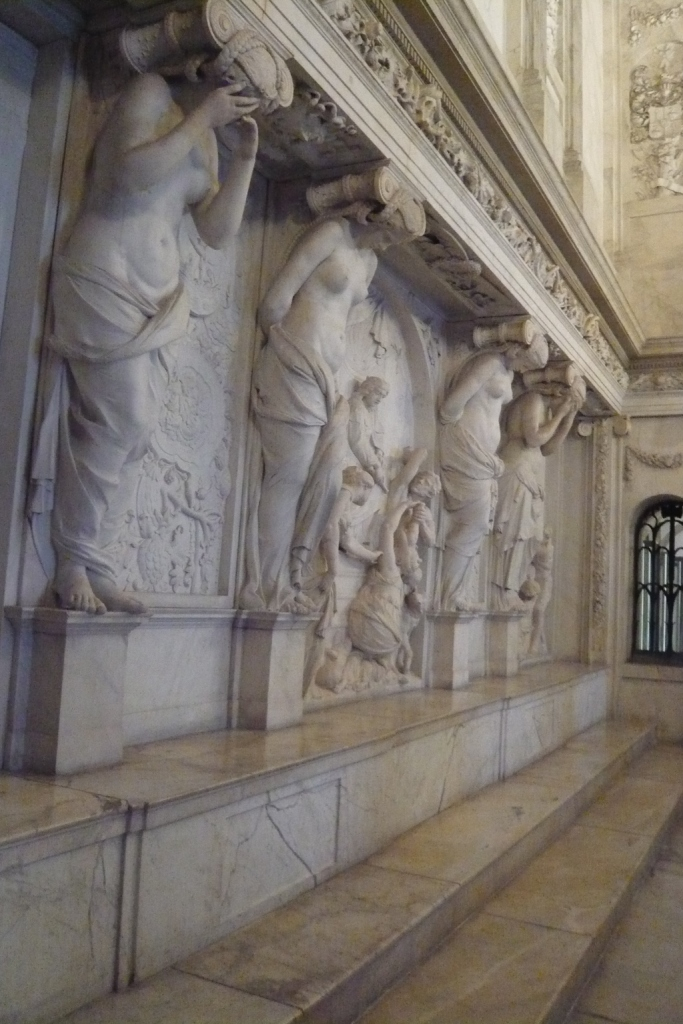
Vierschaar: Le Cariatidi Pentite

La Sala del Tribunale sorge fra la Sala civica e lo scalone, sull'avancorpo della facciata principale.
Tradizionalmente, un tribunale era una corte, spesso a cielo aperto, dove lo Scoltetto e gli Scabini emanavano le sentenze penali e di condanna a morte rigorosamente in pubblico. Ciò giustifica la collocazione del Vierschaar in Piazza Dam, dove gli atti, secondo l'antica tradizione germanica, dovevano essere emanati davanti a un pubblico assemblato. L'edificio, infatti, non ebbe mai un ingresso monumentale, come neanche il vecchio municipio medievale, proprio per garantire l'accessibilità a tutti.
La sala, poco profonda, venne quasi completamente rivestita di marmi. Artus Quellinus il Vecchio ne disegnò l'insieme, dove scultura e architettura si fondono. Contro la parete di fondo sono i banchi da dove gli ufficiali della città emanavano il verdetto. I borgomastri potevano assistere dai loro uffici, al primo piano, che davano direttamente sul Vierschaar.
Dietro i banchi sono tre scene in altorilievo a grandezza naturale: Storia del re greco Zaleuco di Locri, le Sentenze del console romano Lucio Giunio Bruto e il Giudizio di Salomone. Le scene sono separate da Cariatidi Pentite, a riecheggiare le donne Korai, che come punizione per il loro tradimento alla città di Atene divennero schiave.
A Govert Flinck venne commissionata una serie di grandi dipinti: sette sul tema dei Batavi e quattro con le immagini dei Buoni patrioti. Quando Flinck morì nel 1660, Rembrandt venne incaricato di dipingere la Congiura di Giulio Civile. Tuttavia Rembrandt dipinse un quadro molto scuro, con caratteri relativamente piccoli e molto di spazio vuoto. L'opera venne respinta, e Jurriaen Ovens, già allievo di Flinck, compì l'opera seguendo i progetti di Flinck. La tela di Rembrandt, oggi è conservata nel Nationalmuseum di Stoccolma.

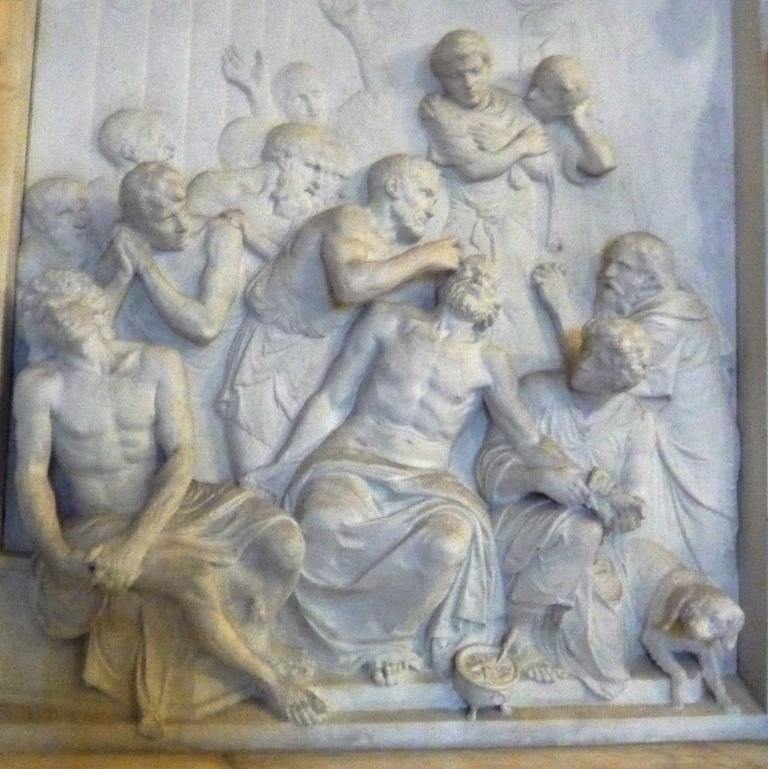
Storia di Zaleuco
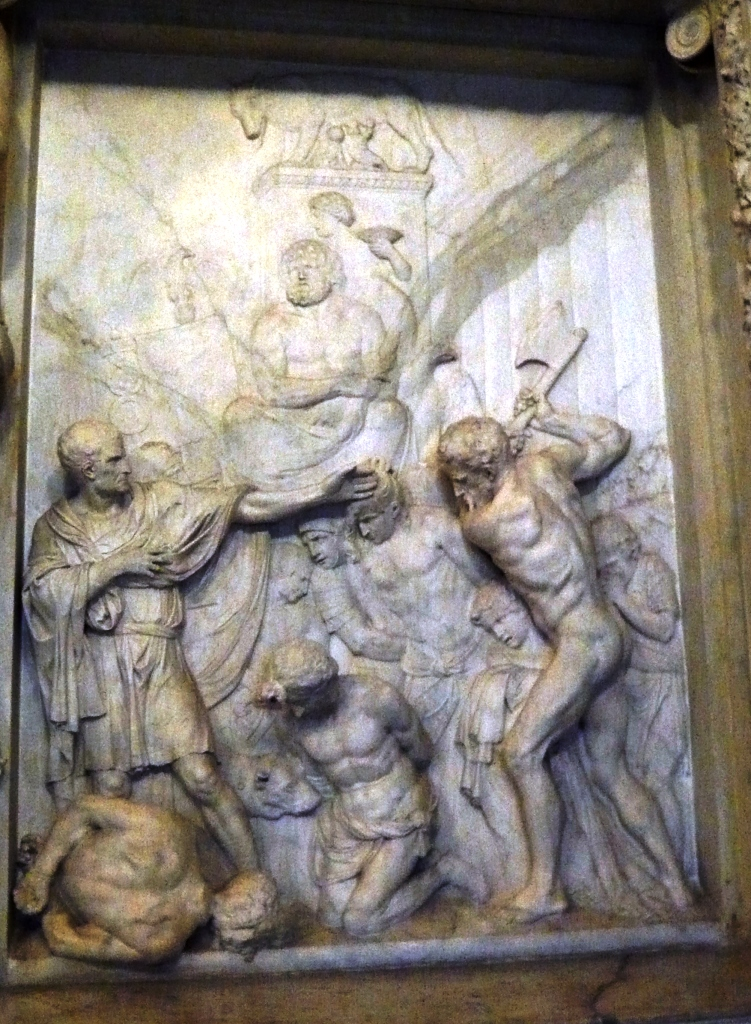
Sentenze di Lucio Giunio Bruto
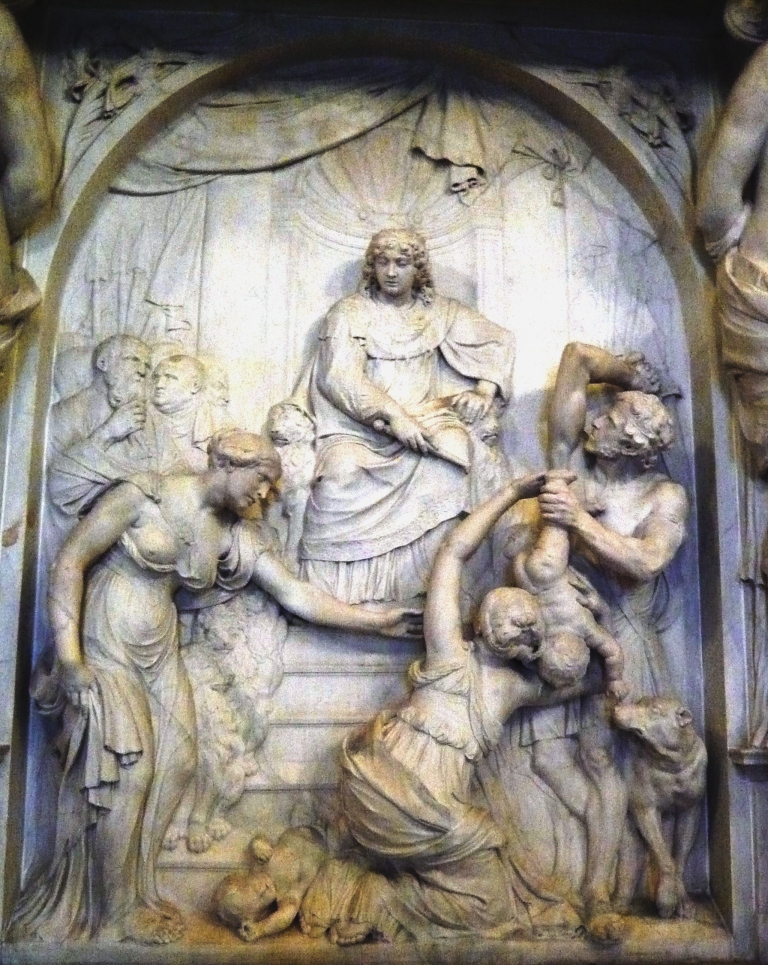
Giudizio di Salomone